# Charles McKeown
Charles McKeown (* 1946 in Dudley, Worcestershire) ist ein britischer Drehbuchautor und Schauspieler.

## Leben
McKeown trat ab den frühen 1970er Jahren zunächst als Schauspieler in Erscheinung. Als Drehbuchautor war er erstmals für die Serie Pinkerton's Progress tätig. 1985 folgte das Drehbuch zu Brazil, für das er 1986 gemeinsam mit Terry Gilliam und Tom Stoppard für den Oscar in der Kategorie Bestes Originaldrehbuch nominiert war. Zudem gewann er den Los Angeles Film Critics Association Award für das beste Drehbuch. Eine weitere gemeinsame Kooperation mit Terry Gilliam folgte 1988 mit dem Drehbuch zu Die Abenteuer des Baron Münchhausen. Zur dritten Kooperation kam es bei Das Kabinett des Doktor Parnassus (2009).

## Filmografie (Auswahl)
Drehbuch
- 1985: Brazil
- 1988: Die Abenteuer des Baron Münchhausen (The Adventures of Baron Munchausen)
- 1999: Plunkett & Macleane – Gegen Tod und Teufel (Plunkett & Macleane)
- 2002: Ripley’s Game
- 2009: Das Kabinett des Doktor Parnassus (The Imaginarium of Doctor Parnassus)
- 2018–2019: Hold the Sunset (Fernsehserie)

Schauspieler
- 1984: Magere Zeiten – Der Film mit dem Schwein (A Private Function)
- 1985: Spione wie wir (Spies Like Us)
- 1989: Erik der Wikinger (Erik the Viking)